# Jessica Makwenda
Jessica Makwenda (ur. 21 października 2005 w Lilongwe) – malawijska pływaczka specjalizująca się w stylu dowolnym.
Brała udział w pływaniu na 50 metrów stylem dowolnym na Letnich Igrzyskach Olimpijskich 2020, zajmując 61. miejsce.